# Türme von Bologna

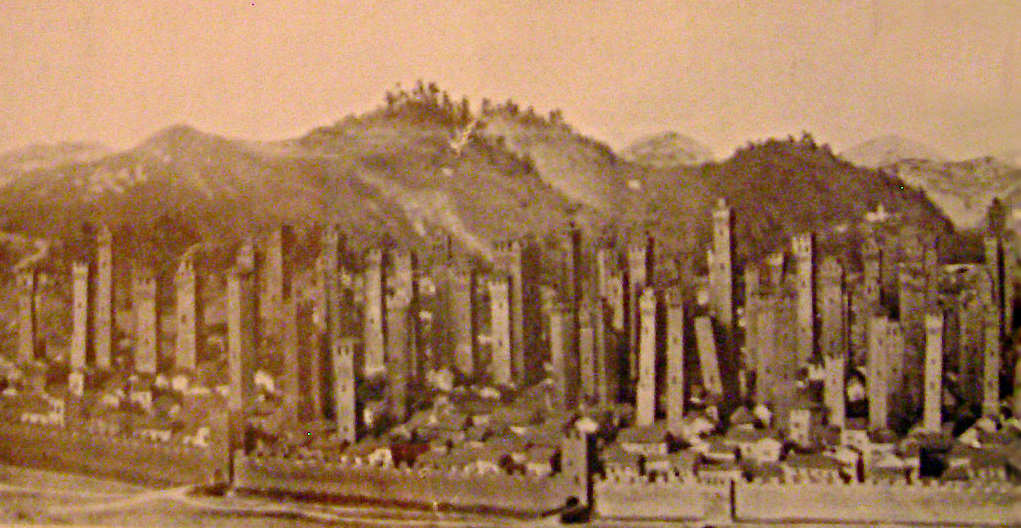
Modell des mittelalterlichen Bolognas (Angelo Finelli, 1917)

Die mittelalterlichen Geschlechtertürme sind ein Wahrzeichen der Stadt Bologna. Eine Besonderheit sind dabei die nebeneinander stehenden schiefen Türme Garisenda und Asinelli.

## Geschlechtertürme

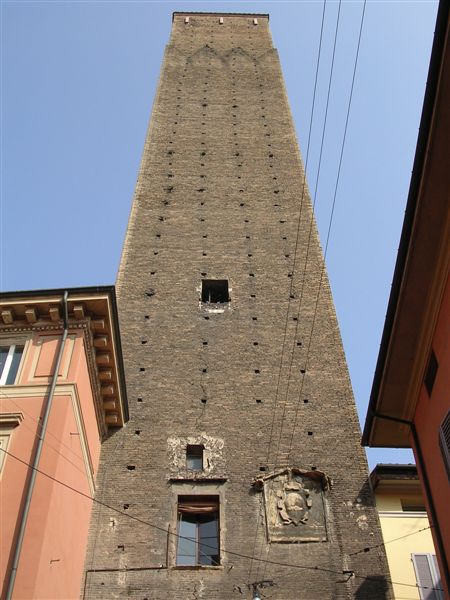
Turm Prendiparte

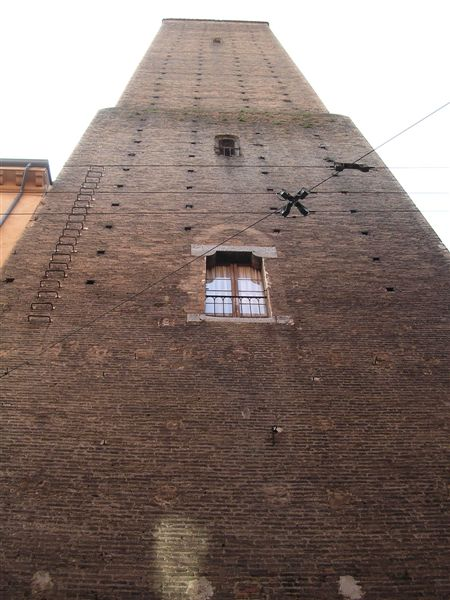
Turm Azzoguidi

Zwischen dem 12. und dem 13. Jahrhundert wurden zahlreiche Türme in der Stadt errichtet (einige Quellen berichten von 180 Türmen). Es ist noch nicht klar, warum so viele Türme erbaut wurden, aber es wird vermutet, dass die reichsten Familien sie in der Epoche des Investiturstreits als Angriffs- und Verteidigungsmittel nutzten.
Neben den Türmen sind noch einige torresotti erhalten geblieben, kleine Wehranlagen an den antiken Mauern aus dem 12. Jahrhundert (mura dei Torresotti o dei Mille), die fast völlig zerstört wurden.
Im Laufe des 13. Jahrhunderts wurden viele Türme entweder geschleift oder abgebaut, andere stürzten ein. Später dienten sie als verschiedene Einrichtungen: Kerker, Bürgertürme, Geschäfte, Wohnungen. Zuletzt wurden im 20. Jahrhundert Türme infolge einer ehrgeizigen und – aus heutiger Perspektive – unnachhaltigen Stadterneuerung abgebaut. So wurden die Stümpfe der Türme Artemisi und Riccadonnadie, die im Stadtteil Mercato di Mezzo neben den heutigen schiefen Türmen lagen, im Jahre 1917 gesprengt.
Von den zahlreichen Türmen, die in alten Zeiten die Stadt Bologna schmückten, sind heute knapp über zwanzig übrig geblieben, von denen die meisten nur noch als Turmstümpfe erhalten sind. Darunter sind der Turm Azzoguidi, genannt Altabella (61 Meter Höhe), der Turm Prendiparte, genannt Coronata (60 m), die Türme Scappi (39 m), Uguzzoni (32 m), Guidozagni, Galluzzi und die berühmten schiefen Türme Asinelli (97 m) und Garisenda (48 m).
In den späten 1960er Jahren wurden Hochhäuser im Messegebiet (Fiera-Bezirk) errichtet, die der japanische Architekt Kenzō Tange geplant hat. Sie sollten die mittelalterliche Bautradition der Stadttürme abstrakt aufgreifen.

## Bautechniken
Trotz Verpflichtung der Erbuntertanen war der Bau der Türme sehr kostspielig. Die Türme wiesen einen quadratischen Grundriss mit 5–10 Meter tiefen Fundamenten auf, bestehend aus Pfählen, die in den mit Kiesel- und Kalkstein bedeckten Boden eingeschlagen wurden.
Die Eckpfeiler der Türme wurden dann mit riesigen Steinblöcken aus Selenit gebaut und der restliche Baukörper mit dünneren und leichteren Mauern in Schalenbauweise, d. h. mit einer sehr dicken Innenwand und einer viel dünneren Außenwand errichtet. Der innere Hohlraum wurde dann mit Mörtel und Steinen gefüllt.
Im Allgemeinen sind in den Außenwänden Öffnungen von den bei der Errichtung in das Mauerwerk eingelassenen Baugerüsten sichtbar, die offen blieben, um Einrüstungen für Reparaturen zu ermöglichen.

## Die zwei schiefen Türme

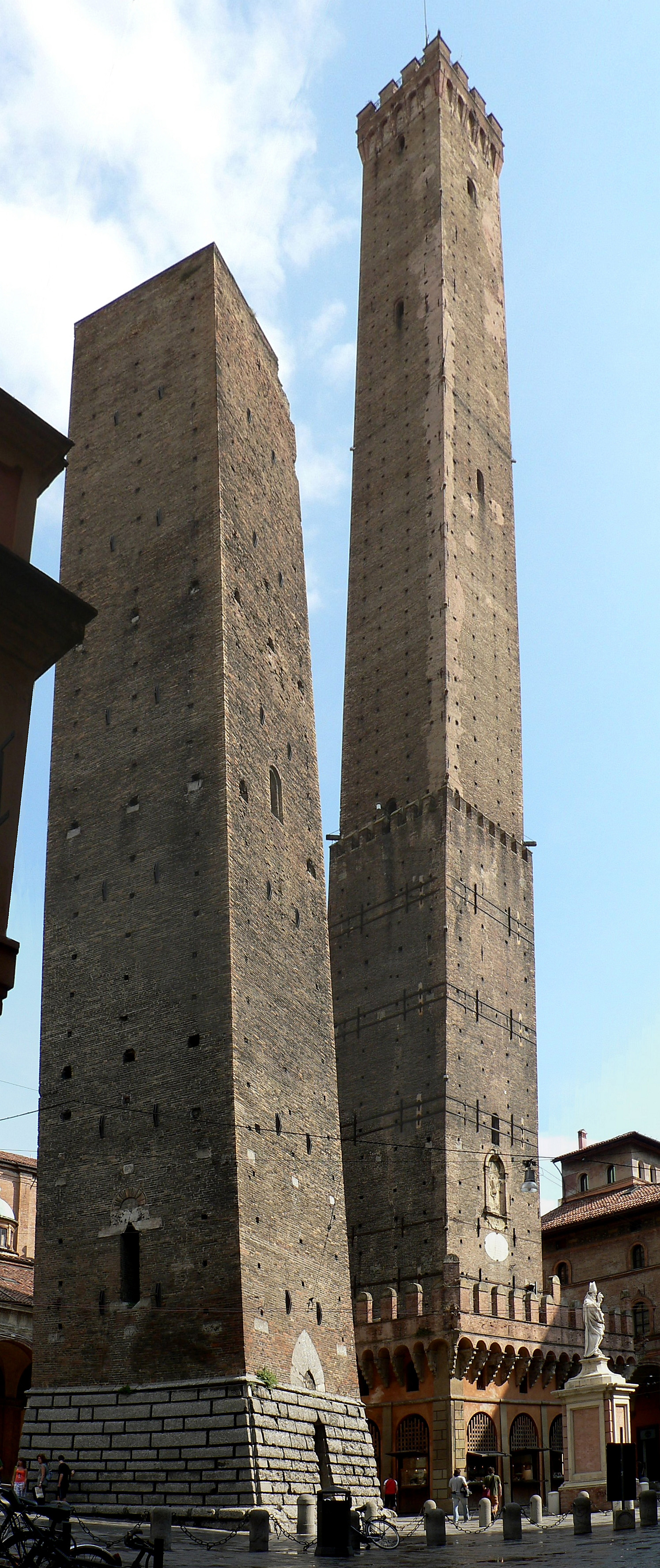
Garisenda (vorne) und Asinelli

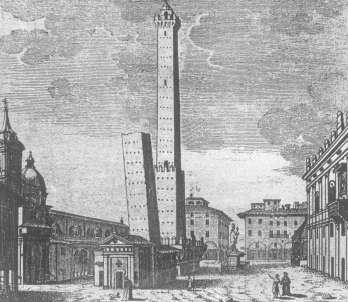
Die zwei Türme auf einem Kupferstich von Pio Panfili, 1767

Die zwei schiefen Türme, als Wahrzeichen der Stadt, liegen an der Kreuzung der Wege, die zu den fünf Toren der alten Stadtmauern der Torresotti führen. Die Namen Torre Asinelli (der höhere Turm) und Torre Garisenda (der kleinere, schiefere Turm) stammen von den Familien, welche deren Bau 1109–1116 bzw. 1110 in Auftrag gegeben hatten. Beide Türme waren ursprünglich etwa gleich hoch und durch eine überdachte Brücke miteinander verbunden  (1399 in einem Großbrand zerstört), zudem verfügten sie über begehbare Holzumrundungen auf verschiedenen Ebenen. 1488 entstand auf Anweisung von Giovanni II. Bentivoglio am Fuß des höheren Turms die heutige Umbauung namens Rocchetta. Eine am Fuß des niedrigeren Turms befindliche kleine Kirche wurde später entfernt.

### Turm Asinelli
Es wird angenommen, dass der Turm Asinelli ursprünglich ungefähr 60 Meter hoch war und erst später auf die heutigen 97,20 m erhöht wurde (mit einem Überhang von 2,20 m durch die Neigung).
Die Gemeinde erwarb den Turm im 14. Jahrhundert und baute ihn in einen Kerker und eine Burg um. Schweren Schaden erlitt der Turm wegen der vielen Blitze, die häufig Brände oder kleine Zerrüttungen herbeiführten, so beispielsweise 1185, 1399, 1413 oder 1726. Im Jahr 1824 wurde nach Anleitung von Francesco Orioli eine Blitzschutzanlage eingebaut.
Die Wissenschaftler Giovanni Riccioli (1640) und Giovanni Battista Guglielmini (im folgenden Jahrhundert) benutzten den Turm als Labor für Forschungen zu Schwerkraft und Erdrotation. 1878 zog ein gewisser Luciano Monari durch die Ersteigung der Außenwand zahlreiche Schaulustige an.
Ende des 20. Jahrhunderts wurde auf der Spitze eine Fernsehantenne von der Italienischen Staatsrundfunkanstalt errichtet.

### Turm Garisenda
Der kleinere Turm Garisenda ist auffällig schief. Er hat heute eine Höhe von 48 m und einen Überhang von 3,20 m. Nach dem Bauende war er ungefähr 60 m hoch. Wegen eines Grundbruches, der ihn gefährlich schief machte, wurde er im 14. Jahrhundert zurückgebaut. Im 15. Jahrhundert erwarb die Weberzunft den Turm und behielt ihn bis zum Ende des 19. Jahrhunderts. Dann ging er in Gemeindebesitz über.
Der Garisenda wurde schon von Dante Alighieri in der Göttlichen Komödie und in den Rime mehrmals erwähnt, was den Aufenthalt des Dichters in der Stadt bezeugt. In der Göttlichen Komödie (Hölle, XXXI, 136–140) heißt es:
Wie Carisenda, unterm Hang erblickt,
Sich vorzubeugen scheint und selbst zu regen,
Wenn Wolken ihr den Wind entgegenschickt,
So schien Antäus jetzt sich zu bewegen,
Als er sich niederbog …

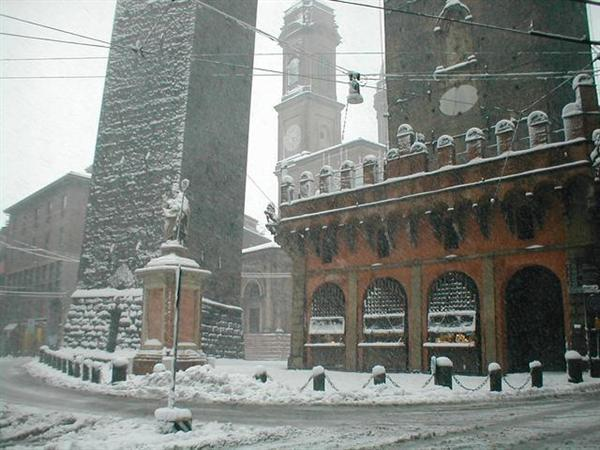
Die Türme und die Statue vom Heiligen Petronius im Schnee
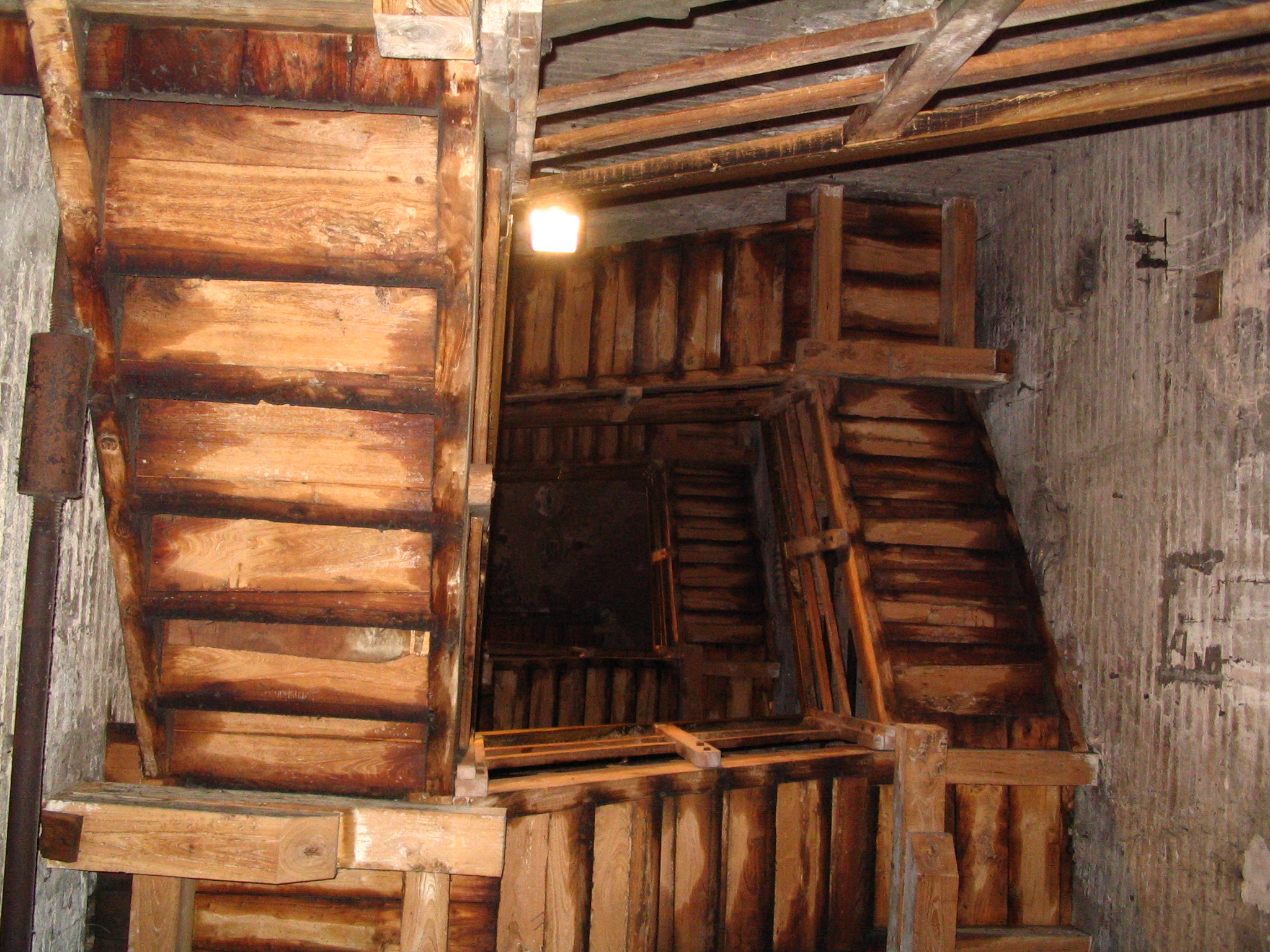
Das Treppenhaus im Inneren des Turms Asinelli

## Türme und Torresotti an den Stadtmauern
Türme
- Torre Accursi (auch Torre dell'Orologio) – Piazza Maggiore
- Torre degli Agresti – Piazza Galileo
- Torre degli Alberici – Via S. Stefano – P.zza della Mercanzia
- Torre degli Asinelli – Piazza Ravegnana, 82
- Torre degli Azzoguidi (sogenannt Altabella) – Via Altabella, 7
- Torre dei Bertolotti-Clarissimi – Via Farini, 11
- Torre dei Carrari – Via Marchesana
- Torre dei Catalani – Vicolo Spirito Santo
- Torre dei Conoscenti – Via Manzoni, 6 (am Innenhof vom Museo Civico Medioevale)
- Torre dell’Arengo – Piazza Maggiore
- Torre dei Galluzzi – Corte Galluzzi
- Torre della Garisenda – Piazza Ravegnana
- Torre dei Ghisilieri – Via Nazario Sauro
- Torre dei Guidozagni – Via Albiroli 1-3
- Torre dei Lambertini – Piazza Re Enzo
- Torre dei Lapi – Via IV Novembre
- Torre degli Oseletti – Strada Maggiore, 34-36
- Torre dei Prendiparte (genannt Coronata) – Via S. Alò, 7
- Torre dei Ramponi, Via Rizzoli, Ecke Via Fossalta
- Torre degli Scappi – Via Indipendenza, 1
- Torre dei Toschi – Piazza Minghetti hinter Casa Policardi
- Torre degli Uguzzoni – Vicolo Mandria, 1

Torresotti
- Torresotto di Castiglione – Via Castiglione, 47
- Torresotto di porta Nuova oder del Pratello – via Porta Nuova, via M. Finzi
- Torresotto dei Piella oder porta Govese oder del Mercato – via Piella, via Bertiera
- Torresotto di S. Vitale – Via S. Vitale, 56

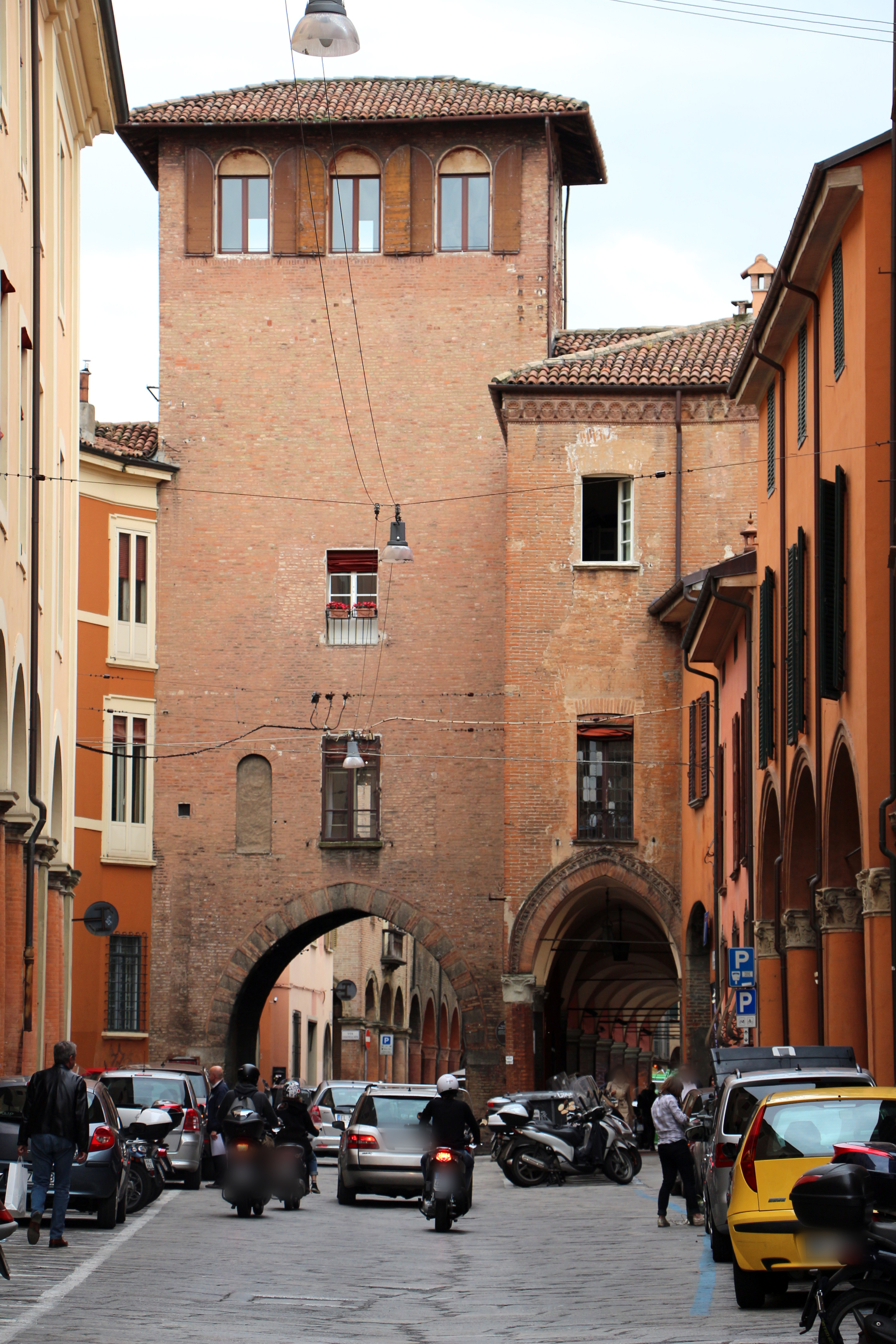
Torresotto von Castiglione
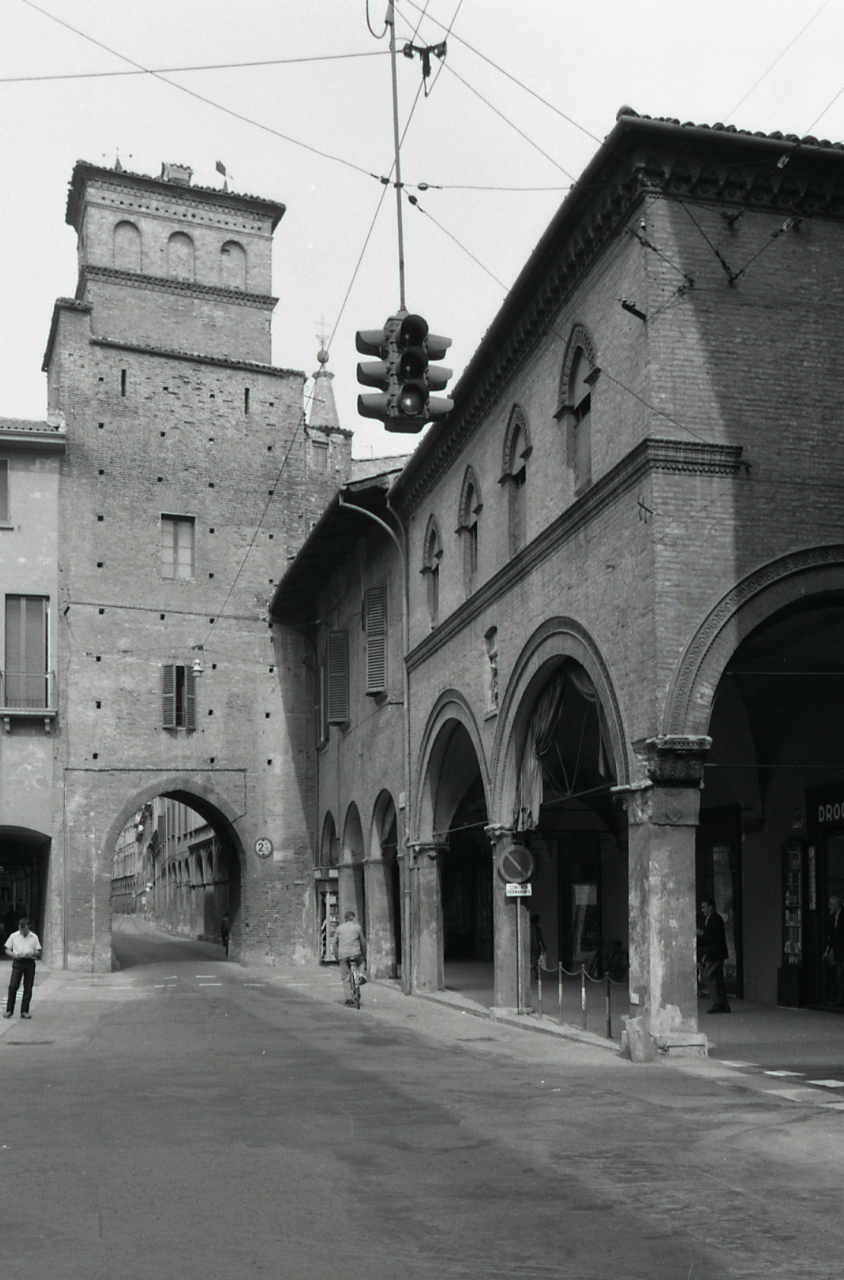
Torresotto von San Vitale, fotografiert von Paolo Monti